# Quinzinho
Joaquim Alberto Silva (Luanda, Angola, 4 de marzo de 1974-Alverca do Ribatejo, Portugal, 15 de abril de 2019) fue un futbolista angoleño que se desempeñaba como delantero.

## Clubes
| Club                      | País     | Año       |
| ------------------------- | -------- | --------- |
| Atlético Sport Aviação    | Angola   | 1994-1995 |
| F. C. Oporto              | Portugal | 1995-1996 |
| U. D. Leiria              | Portugal | 1997      |
| Rio Ave F. C.             | Portugal | 1997-1998 |
| F. C. Oporto              | Portugal | 1998-1999 |
| Rayo Vallecano            | España   | 1999      |
| S. C. Farense             | Portugal | 2000      |
| Clube Desportivo das Aves | Portugal | 2000-2001 |
| F. C. Alverca             | Portugal | 2001-2002 |
| G. D. Estoril Praia       | Portugal | 2002      |
| Guangzhou Evergrande      | China    | 2003-2004 |
| Xiamen Lanshi             | China    | 2004-2007 |
| Wuxi Zobon                | China    | 2008-2009 |
| Clube Recreativo da Caála | Angola   | 2009-2010 |
| Atlético Sport Aviação    | Angola   | 2010-2012 |